# Liste von Flüssen in Asien
Die Liste von Flüssen in Asien ist eine nach Staaten sortierte Aufzählung von Flüssen auf dem asiatischen Kontinent.
Siehe auch Liste der längsten Flüsse der Erde.

## Flüsse inAsien
Kategorie:Fluss in Asien

### Flüsse inAfghanistan
Amudarja (oder Oxus) – Balkhab – Farāh Rud – Hari Rud – Hilmend – Kabul – Chasch Rud – Kunar (oder Tschitral) – Murgab – Pandschschir – Surkhab

### Flüsse inArmenien
Achurjan – Arax – Arpa – Debed – Hrasdan – Worotan

### Flüsse inAserbaidschan
Aras – Kura

### Flüsse inBangladesch
Ganges – Jamuna – Karnaphuli – Meghna – Padma – Tista

### Flüsse inBhutan
Amo Chhu – Bumthang Chhu – Drangme Chhu – Mangde Chhu – Mo Chhu –  Puna Tsang Chhu – Wong Chhu

### Flüsse inBrunei
Belait – Temburong – Tutong – Brunei

### Flüsse in derVolksrepublik China
Huanghe – Jangtsekiang – Heilong Jiang – Xi Jiang – Mekong – Salween – Songhua Jiang – Brahmaputra – Huai – Han Jiang (Han Shui) – Han Jiang (Guangdong), Bei Jiang, Don Jiang, Gan Jiang, Luan He, Daling, Liao He, Dagu

### Flüsse inGeorgien
Kura – Rioni

### Flüsse inIndien
Kategorie:Fluss in Indien

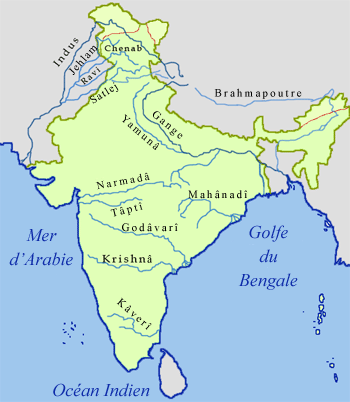
Die großen Flüsse Indiens

Adyar (Tamil Nadu) – Alaknanda – Aliyar -Amaravati – Ambankadavu – Arkavathy – Assan – Atrai – Baitarani – Banas – Banas (Kleiner Rann von Kachchh) – Beas – Bener – Betwa – Bhadra – Bhagirathi – Bhavani – Bhima – Bharathapuzha – Brahmani – Brahmaputra – Budhigandaki – Chakra – Chautang – Chambal – Chanab – Cooum – Dahisar – Daman Ganga – Damodar – Dhasan – Falgu – Ganges – Gambhir – Gandak – Ganges – Ghaggar-Hakra – Ghaghara – Ghataprabha – Girna – Godavari – Gomti – Gori – Haora – Hemavati – Hugli – Indus – Indravati – Jaldhaka – Jhelam – Kabini – Kali – Kali Sindh – Kalindi – Karnaphuli – Kaveri – Kedaka – Kodoor – Kollidam – Koyna – Krishna – Kubja – Kwari – Lachen – Lachung – Lakshmana Tirtha – Lohit – Luni – Mahakali – Mahanadi – Mahananda – Mahi – Malaprabha – Mandovi – Mangalam – Meghna – Mithi – Mula – Musi – Mutha – Muvattupuzha – Narmada – Nethravathi – Oshiwara – Pahuj – Palar –  Pallichelaru – Pampa – Panchagangavalli – Pandiyar – Panzara – Parbati (Beas) – Parbati (Chambal) – Penna – Pennar (Karnataka/Andhra Pradesh) – Ponnaiyar – Priyar – Punnapuzha – Purna – Rangit – Rangpo Chhu – Rani Khola – Ravi – Rend – Rihand – Vrishabhavathi – Rupnarayan – Sabarmati – Sankosh – Sarasvati – Sarayu – Satluj (Himachal Pradesh/Punjab) – Sawrtui – Sharavathi – Shipra – Sindh – Son – Souparnika – Subarnarekha – Sumli – Tamaraparani – Tansa – Tapti – Tawa – Tawi – Tista – Thamirabarani – Thuppanadippuzha – Tirap – Tons – Tunga – Tungabhadra – Ulhas – Uppar – Vaan – Vadapurampuzha – Vaigai – Vandazhippuzha – Varahi – Varattar -Vashishti – Vasishta Nadi – Vedavathi –  Vishwamitri – Wainganga – Walayar – Wardha – Yamuna – Yamunotri – Zuari

### Flüsse inIndonesien(zu Asien gehörender Teil)
Kategorie:Fluss in Indonesien
Asahan – Barito – Batang Hari – Belida – Bengawan Solo – Bojowonto – Brantas – Cikapundung – Ciliwung – Citarum – Kapuas – Krio – Kuin – Lawa – Lematang – Mahakam – Martapura – Melawi – Musi – Opak – Siak – Wampu

### Flüsse imIrak
Tigris – Euphrat – Schatt el Arab

### Flüsse imIran
Schatt el Arab – Aras

### Flüsse inKasachstan
Ischim – Ural

### Flüsse inLaos
Mekong – Nam Ou – Nam Tha

### Flüsse imLibanon
Litani (Fluss im Libanon) – Orontes

### Flüsse inMyanmar
Chindwin – Irrawaddy – Saluen

### Flüsse inOsttimor
Kategorie:Fluss in Osttimor

### Flüsse inPakistan
Indus – Jhelam – Chanab – Ravi – Satluj

### Flüsse auf denPhilippinen
Inselgruppe Luzon:
Agno, Abra, Abulug, Amburayan, Bicol, Cagayan, Laoag, Pampanga, Pasig, Rio Chico, Magat
Inselgruppe Visayas:
Catubig, Ilog, Panay
Inselgruppe Mindanao:
Agus, Agusan, Buayan, Cagayan Mindanao, Davao,
Rio Grande de Mindanao, Tagoloan

### Flüsse inRussland
Aldan – Amur – Angara – Don – Indigirka – Irtysch – Jenissei – Katun – Kolyma – Lena – Ob – Oka – Penschina – Taimyra – Tobol – Ural – Ussuri-Wolga

### Flüsse inSyrien
Orontes – Euphrat – Chabur

### Flüsse inThailand
Kategorie:Fluss in Thailand
Der Name der meisten Flüsse in Thailand beginnt mit Mae Nam, was schlicht „Fluss“ bedeutet. Dieser generische Bestandteil wird in vielen Texten weggelassen.
Khlong Bung – Mae Nam Chao Phraya – Mae Nam Chi – Khlong Chonlaprathan – Khlong Chumphon – Huai Mae Prachan – Khlong Huai Roeng – Mae Nam Ing – Mae Nam Mae Klong – Mae Nam Kra Buri – Mae Nam Khwae Noi („River Kwai“) – Mae Nam Khwae Noi (Mae Nam Nan) – Mae Nam Khwae Yai – Lam Chakkarat – Khlong Lam Phun – Lam Takhon – Khlong Lang Suan – Mae Nam Li – Mae Nam Loei – Mae Nam Lop Buri – Mae Nam Mae Chaem – Mae Nam Mae Klong – Mekong – Mae Nam Moei – Mae Nam Mun – Mae Nam Nakhon Nayok – Mae Nam Nan – Khlong Naraphirom – Mae Nam Noi – Mae Nam Pattani – Mae Nam Phachi – Khlong Phadung Krung Kasem – Mae Nam Pak Phanang – Mae Nam Pa Sak – Mae Nam Phang Rat – Mae Nam Phetchaburi – Mae Nam Phong – Mae Nam Phum Duang (im weiteren Verlauf Khlong Phom Duang) – Mae Nam Ping – Mae Nam Prachin Buri (Mae Nam Bang Pakong) – Mae Nam Pran Buri – Salween – Khlong Sin Phun – Khlong Ta Lang – Mae Nam Tapi – Mae Nam Tha Chin – Khlong Tha Thon – Mae Nam Trang – Khlong Trom – Mae Nam Tun – Mae Nam Wang – Khwae Wang Thong – Khlong Wat – Mae Nam Wong – Khlong Wong Thanot – Mae Nam Yom

### Flüsse in derTürkei
Biga Çayı (Granikos) – Ceyhan – Çoruh – Eşen Çayı – Euphrat (Fırat) – Gediz – Göksu –  Großer Mäander (Büyük Menderes) – Kızılırmak – Kleiner Mäander (Küçük Menderes) – Murat – Orontes (Asi Nehri) – Sakarya – Seyhan – Tigris (Dicle) – Tundscha (Tunca) – Yeşilırmak

### Flüsse inUsbekistan
Amudarja – Syrdarja